# Пъблик афеърс
Пъблик афеърс (на английски: Public affairs, буквално: обществени дела) е един от аспектите на връзките с обществеността и наименование, с което много от правителствените агенции, военни институции и някои корпорации в САЩ означават синоним на връзките с обществеността (пиар, ПР). Пъблик афеърс е специализирана част от ПР, която изгражда и поддържа взаимноизгодни отношения с правителството и местната общественост с цел да повлияе върху публичната политика. Под пъблик афеърс често се разбира онази част от пиара, заета с публичната политика и гражданската позиция на една корпорация. Специалистите по пъблик–афеърс в корпорациите играят ролята на свързващо звено с правителството, подкрепят дадена партия или избирателна активност, подпомагат местни благотворителни организации.
В правителствените и военните институции в САЩ терминът пъблик афеърс е игра на думи, използвана, тъй като през 1913 г. В САЩ е прието допълнение към закона, забраняващо на правителствените агенции да заплащат за публичност, ако изрично Конгресът не ги упълномощи. Тази законодателна враждебност остава и в допълнението към Закона за публичното право, гласувано на 1 юли 1973 г., което забранява изразходването на средства за всякаква публичност и пропаганда, с цел да въздейства на законодателната власт преди одобрението на Конгреса. Нито допълнението от 1913 г., нито това от 1973 г. споменават ПР.
Въпреки тази терминологична особеност, много от висшите служители в изброените институции не правят разлика между публичността и цялостната концепция за пиара. Затова използват други наименования, за да определят функцията, която изгражда и поддържа отношенията с техните избиратели. Най-често срещаните са наименованията пъблик афеърс, законодателни връзки, публична информация, комуникации, връзки с избирателите.